# Herbert Koch (Mathematiker)

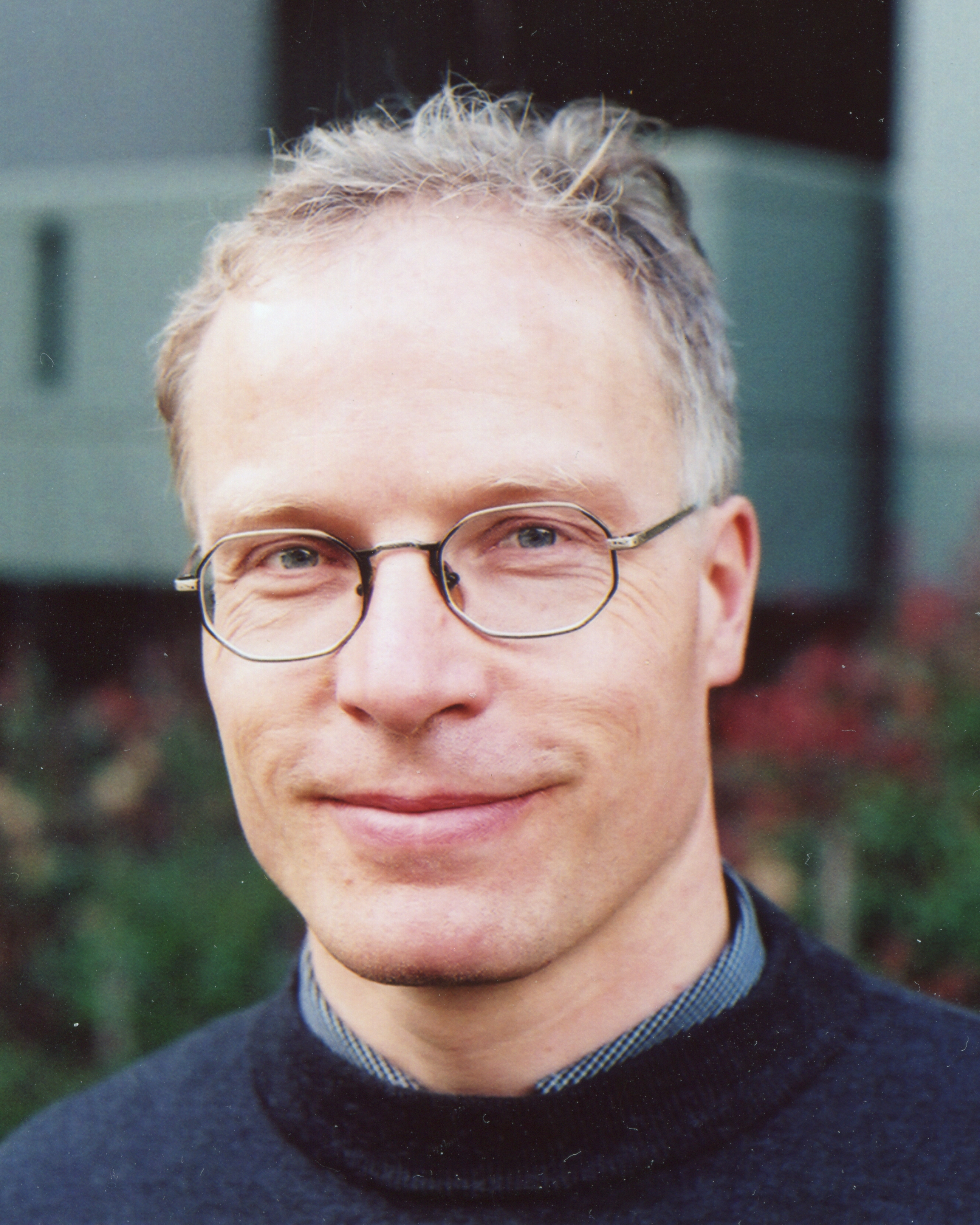
Herbert Koch

Herbert Koch (* 14. September 1962) ist ein deutscher Mathematiker mit dem Spezialgebiet partielle Differentialgleichungen.
Koch wurde 1990 bei Willi Jäger an der Universität Heidelberg promoviert (Hyperbolic equations of second order). Seine Habilitationsschrift von 1999 verfasste er zum Thema Non-Euclidean singular integrals and the porous medium equation. Danach war er Professor an der Universität Dortmund. Koch ist Professor für Analysis und partielle Differentialgleichungen am mathematischen Institut der Universität Bonn. 
Gemeinsam mit Daniel Tătaru erarbeitete er Lösungswege für die Navier-Stokes-Gleichungen der Strömungsmechanik. Neben seiner Lehr- und Forschungstätigkeit ist er Mitherausgeber der Zeitschriften Analysis & PDE und Mathematische Annalen.

## Schriften
- mit D. Tataru: On the spectrum of hyperbolic semigroups. In: Commun. Partial Differential Equations. Band 20, Nr. 5–6, 1995, S. 901–937.
- Finite dimensional aspects of semilinear parabolic equations. In: J. Dynamics Diff. Equations. Band 8, Nr. 2, 1996, S. 177–202.
- Differentiability of parabolic semi-flows in Lp-spaces and inertial manifolds. In: J. Dyn. Diff. Equations. Band 12, Nr. 3, 2000, S. 511–531.
- Transport and instability for perfect fluids. In: Math. Ann. Band 323, Nr. 3, 2002, S. 491–523.
- Partial differential equations and singular integrals. Dispersive nonlinear problems in mathematical physics. In: Quad. Mat. Band 15, Dept. Math., Seconda Univ. Napoli, Caserta 2004, S. 59–122.
- mit E. Zuazua: A hybrid system of PDE's arising in multi-structure interaction: coupling of wave equations in n and n-1 space dimensions. Recent trends in partial differential equations. In: Contemp. Math. Band 409, AMS, Providence 2006, S. 55–77.
- mit J.-C. Saut: Local smoothing and local solvability for third order dispersive equations. In: SIAM J. Math. Analysis. Band 38, Nr. 5, 2007, S. 1528–1541.
- mit F. Ricci: Spectral projections for the twisted Laplacian. In: Studia Math. Band 180, Nr. 2, 2007, S. 103–110.
- Partial Differential Equations with Non-Euclidean Geometries. In: AIM Sciens DCDS-S. Band 1, Nr. 3, 2008.